# Ізотома примітна
Ізотома примітна (Isotoma notabilis) — вид колембол з родини ізотомід (Isotomidae). Звичайний вид, широко поширений в Голарктиці. В Україні вид є домінантом у степових ценозах.